# Козлов, Александр Александрович (тренер)
Александр Александрович Козлов (19 мая 1942, Свердловск — 27 января 2024, Екатеринбург) — советский самбист, советский и российский тренер по самбо, мастер спорта СССР, Заслуженный тренер СССР, Заслуженный работник физической культуры Российской Федерации.

## Биография
Окончил Свердловский государственный педагогический институт.
В 20 лет начал тренерскую карьеру.
В 1971—1979 годах был членом тренерского штаба сборной СССР по самбо.
В 1997—2000 годах — председатель Свердловской областной федерации самбо. В 2010 году стал первым вице-президентом областной федерации самбо.
В 1997—2001 годах был депутатом Екатеринбургской городской думы 2-го созыва, работал заместителем председателя комиссии по городскому хозяйству и муниципальной собственности, был членом комиссии по бюджету и экономической политике.
Подготовил более 250 мастеров спорта СССР и России по самбо и дзюдо.
Скончался 27 января 2024 года, похоронен на Северном кладбище Екатеринбурга рядом со своим учеником А. С. Фёдоровым.

## Известные воспитанники
- Агзамов, Марат Ильясович (1976) — призёр чемпионатов России и Азии, мастер спорта России международного класса.
- Антонов, Петр Иванович (1946—1999) — призёр чемпионатов СССР, обладатель Кубка СССР, мастер спорта СССР международного класса.
- Воробьёв, Сергей Викторович (1962) — призёр чемпионата СССР, чемпион Европы, мастер спорта СССР международного класса.
- Данилик, Сергей Юрьевич (1970) — призёр чемпионатов СССР, победитель и призёр Кубков СССР и мира, призёр чемпионатов Европы и Азии, мастер спорта СССР международного класса.
- Егоров, Алексей Геннадьевич (1980) — призёр чемпионатов России, чемпион и призёр чемпионатов Европы, призёр чемпионата мира, мастер спорта России международного класса.
- Жуланов, Анатолий Иванович (1951—1987) — призёр чемпионатов СССР, мастер спорта СССР.
- Зуев, Николай Николаевич (1958) — призёр чемпионатов СССР, победитель и призёр Кубков СССР, мастер спорта СССР, мастер спорта СССР международного класса.
- Копылов, Андрей Андреевич (1965) — призёр Кубков СССР, чемпион и призёр чемпионатов СССР, призёр чемпионата Европы, мастер спорта СССР международного класса.
- Сайфутдинов, Данил Вазетдинович (1968—2020) — призёр чемпионатов России, Европы и мира, мастер спорта России международного класса.
- Фёдоров, Александр Сергеевич (1945—2006) — чемпион Европы и мира, Заслуженный мастер спорта СССР.
- Шуйский, Игорь Юрьевич (1947) — призёр чемпионата СССР, мастер спорта СССР.
- Юсупов, Айдос Бисенкулович (1983) — чемпион и призёр чемпионатов России, призёр чемпионатов Европы, мастер спорта России международного класса.

## Семья
- Козлов, Николай Александрович — брат, Заслуженный тренер России, тренер в школе самбо «Уралмаш».